# Stojan Kitow
Stojan Kiriłow Kitow (bułg. Стоян Кирилов Китов, ur. 27 sierpnia 1938 w Sofii) – bułgarski piłkarz grający na pozycji pomocnika. W swojej karierze rozegrał 21 meczów w reprezentacji Bułgarii i strzelił w nich 1 gola.

## Kariera klubowa
W swojej karierze piłkarskiej Kitow grał w klubie Spartak Sofia.

## Kariera reprezentacyjna
W reprezentacji Bułgarii Kitow zadebiutował 13 maja 1959 roku w wygranym 3:2 towarzyskim spotkaniu z Holandią. W 1960 roku wystąpił na igrzyskach olimpijskich w Rzymie. W 1962 roku zagrał w dwóch meczach mistrzostw świata w Chile: z Argentyną (0:1) i z Węgrami (1:6).
W 1966 roku Kitow rozegrał jedno spotkanie mistrzostw świata w Anglii, z Brazylią (0:2). Od 1959 do 1966 roku rozegrał w kadrze narodowej 21 meczów, w których zdobył 1 bramkę.
| Mecze i gole w reprezentacji | Mecze i gole w reprezentacji | Mecze i gole w reprezentacji | Mecze i gole w reprezentacji | Mecze i gole w reprezentacji | Mecze i gole w reprezentacji | Mecze i gole w reprezentacji |
| #                            | Data                         | Stadion                      | Rywal                        | Wynik                        | Gol                          | Rozgrywki                    |
| 1959                         | 1959                         | 1959                         | 1959                         | 1959                         | 1959                         | 1959                         |
| ---------------------------- | ---------------------------- | ---------------------------- | ---------------------------- | ---------------------------- | ---------------------------- | ---------------------------- |
| 1.                           | 13.05.1959                   | Sofia, Bułgaria              | Holandia                     | 3:2                          | 0                            | towarzyski                   |
| 2.                           | 31.05.1959                   | Belgrad, Jugosławia          | Jugosławia                   | 0:2                          | 0                            | el. ME 1960                  |
| 3.                           | 27.06.1959                   | Moskwa, ZSRR                 | ZSRR                         | 1:1                          | 0                            | kwal. IO 1960                |
| 1960                         |                              |                              |                              |                              |                              |                              |
| 4.                           | 26.08.1960                   | Grosseto, Włochy             | Turcja                       | 3:0                          | 0                            | IO 1960                      |
| 1961                         |                              |                              |                              |                              |                              |                              |
| 5.                           | 16.06.1961                   | Helsinki, Finlandia          | Finlandia                    | 2:0                          | 0                            | el. MŚ 1962                  |
| 6.                           | 29.10.1961                   | Sofia, Bułgaria              | Finlandia                    | 3:1                          | 0                            | el. MŚ 1962                  |
| 7.                           | 24.12.1961                   | Bruksela, Belgia             | Belgia                       | 0:4                          | 0                            | towarzyski                   |
| 1962                         |                              |                              |                              |                              |                              |                              |
| 8.                           | 30.05.1962                   | Rancagua, Peru               | Argentyna                    | 0:1                          | 0                            | MŚ 1962                      |
| 9.                           | 03.06.1962                   | Rancagua, Peru               | Węgry                        | 1:6                          | 0                            | MŚ 1962                      |
| 10.                          | 25.11.1962                   | Sofia, Bułgaria              | Austria                      | 1:1                          | 0                            | towarzyski                   |
| 1963                         |                              |                              |                              |                              |                              |                              |
| 11.                          | 28.04.1963                   | Sofia, Bułgaria              | Czechosłowacja               | 1:0                          | 0                            | towarzyski                   |
| 12.                          | 04.09.1963                   | Magdeburg, NRD               | NRD                          | 1:1                          | 0                            | towarzyski                   |
| 13.                          | 29.09.1963                   | Sofia, Bułgaria              | Francja                      | 1:0                          | 0                            | el. ME 1964                  |
| 14.                          | 26.10.1963                   | Paryż, Francja               | Francja                      | 1:3                          | 0                            | el. ME 1964                  |
| 1965                         |                              |                              |                              |                              |                              |                              |
| 15.                          | 23.02.1965                   | Ateny, Grecja                | Grecja                       | 2:1                          | 0                            | towarzyski                   |
| 16.                          | 09.05.1965                   | Sofia, Bułgaria              | Turcja                       | 4:1                          | 0                            | towarzyski                   |
| 17.                          | 16.05.1965                   | Kraków, Polska               | Polska                       | 1:1                          | 0                            | towarzyski                   |
| 18.                          | 13.06.1965                   | Sofia, Bułgaria              | Izrael                       | 4:0                          | 1                            | el. MŚ 1966                  |
| 19.                          | 04.09.1965                   | Warna, Bułgaria              | NRD                          | 3:2                          | 0                            | towarzyski                   |
| 20.                          | 21.11.1965                   | Ramat Gan, Izrael            | Izrael                       | 2:1                          | 0                            | el. MŚ 1966                  |
| 1966                         |                              |                              |                              |                              |                              |                              |
| 21.                          | 12.07.1966                   | Liverpool, Anglia            | Brazylia                     | 0:2                          | 0                            | MŚ 1966                      |